# آمریکاز گات تلنت
آمریکاز گات تَلِنت یا به‌طور کوتاه AGT، نام سری مجموعه مسابقهٔ استعدادیابی است که از شبکهٔ ان بی سی آمریکا پخش می‌شود. استعدادهای خوانندگان، رقاصان، شعبده‌بازان، آکروبات‌بازان، کمدین‌ها، نوازندگان و در کل هر استعداد نمایشی شگفت‌انگیز در تمام سنین می‌توانند در آن شرکت کنند. شرکت‌کنندگان با یکدیگر برای بردن جایزهٔ بزرگ ۱ میلیون دلاری رقابت می‌کنند. سایمون کاول سازندهٔ این برنامه است.

## نحوهٔ مسابقه
این مسابقه با حضور ۴ (و گاهی ۵ با حضور یک مهمان ویژه) داور و یک مجری صورت می‌گیرد. شرکت‌کنندگان در هر سن و سالی در ابتدا با ارسال ویدیوهای آنلاین در سایت NBC و یوتیوب و با هر استعدادی از خواننده، رقصنده، کمدین، نوازنده، شعبده باز، نقاش، تقلید صدا، کنترل‌کننده حیوانات، ذهن‌خوان و نمایش‌های خطرناک و سرگرم‌کننده می‌توانند در مسابقه شرکت کنند. پس از تأیید اولیه این افراد به مرحله آزمون آزمایشی دعوت می‌شوند که رو در روی داوران و مردم اجرا خواهند داشت و در صورت گرفتن اکثریت آرا از داوران به مرحله بعدی صعود می‌کنند. همچنین از فصل دهم به بعد هر داور یک دکمه تحت عنوان دکمه طلایی دارند که با زدن آن که فقط یک بار می‌توانند از آن استفاده کنند و آن شرکت‌کننده را مستقیماً به مرحله یک چهارم نهایی بفرستند.
مرحله بعدی یک‌هشتم نهایی یا Judge Cut نام دارد که یک داور مهمان نیز به داوران اصلی اضافه می‌شود و عده‌ای از افراد صعودکننده حذف می‌شوند و بقیه شرکت‌کنندگان به مرحله اجرای زنده در مرحله یک چهارم نهایی می‌روند.
مرحله یک چهارم نهایی اجرای زنده است که افراد پس از اجرا با رأی مردم به مرحله نیمه نهایی صعود می‌کنند. در مرحلهٔ نیمه نهایی نیز ۱۰ نفر انتخاب می‌شوند و به فینال می‌روندو در مرحله نهایی یک نفر برندهٔ جایزهٔ اصلی و نفر اول می‌شود.
| فصل | مجری         | داوران       | داوران       | داوران       | داوران         |
| فصل | مجری         | ۱            | ۲            | ۳            | ۴              |
| --- | ------------ | ------------ | ------------ | ------------ | -------------- |
| 1   | ریجیس فیلبین | پیرز مورگان  | برندی نروود  | دیوید هسلهاف | —              |
| 2   | جری اسپرینگر | پیرز مورگان  | شارون آزبورن | دیوید هسلهاف | —              |
| 3   | جری اسپرینگر | پیرز مورگان  | شارون آزبورن | دیوید هسلهاف | —              |
| 4   | نیک کانن     | پیرز مورگان  | شارون آزبورن | دیوید هسلهاف | —              |
| 5   | نیک کانن     | پیرز مورگان  | شارون آزبورن | هاوی ماندل   | —              |
| 6   | نیک کانن     | پیرز مورگان  | شارون آزبورن | هاوی ماندل   | —              |
| 7   | نیک کانن     | هاوارد استرن | شارون آزبورن | هاوی ماندل   | —              |
| 8   | نیک کانن     | هاوارد استرن | هایدی کلوم   | هاوی ماندل   | ملانی براون    |
| 9   | نیک کانن     | هاوارد استرن | هایدی کلوم   | هاوی ماندل   | ملانی براون    |
| 10  | نیک کانن     | هاوارد استرن | هایدی کلوم   | هاوی ماندل   | ملانی براون    |
| 11  | نیک کانن     | سایمون کاول  | هایدی کلوم   | هاوی ماندل   | ملانی براون    |
| 12  | تایرا بنکس   | سایمون کاول  | هایدی کلوم   | هاوی ماندل   | ملانی براون    |
| 13  | تایرا بنکس   | سایمون کاول  | هایدی کلوم   | هاوی ماندل   | ملانی براون    |
| ۱۴  | تری کروس     | سایمون کاول  | جولیان هاف   | هاوی ماندل   | گابریله یونیون |
| ۱۵  | تری کروس     | سایمون کاول  | هایدی کلوم   | هاوی ماندل   | سوفیا ورگارا   |
| ۱۶  | تری کروس     | سایمون کاول  | هایدی کلوم   | هاوی ماندل   | سوفیا ورگارا   |

## فصل‌ها

### خلاصه فصل‌ها
| فصل‌ها | تاریخ اولین پخش | تاریخ آخرین پخش  | برنده                    | مقام دوم          | مقام سوم           |
| ----- | --------------- | ---------------- | ------------------------ | ----------------- | ------------------ |
| ۱     | ژوئن ۲۱, ۲۰۰۶   | ۱۷ اوت ۲۰۰۶      | بیانکا رایان             | میلرز             | آل دت              |
| ۲     | ۵ ژوئن ۲۰۰۷     | اوت ۲۱، ۲۰۰۷     | تری فتور                 | کس هیلی           | باتراسکوچ          |
| ۳     | ۱۷ ژوئن ۲۰۰۸    | اکتبر ۱، ۲۰۰۸    | نیل ای. بوید             | الی متسون         | ناتین بات استرینگز |
| ۴     | ۲۳ ژوئن ۲۰۰۹    | سپتامبر ۱۶, ۲۰۰۹ | کوین اسکینر              | باربارا پادیا     | ریسایکلد پرکاشن    |
| ۵     | ۱ ژوئن ۲۰۱۰     | سپتامبر ۱۵، ۲۰۱۰ | مایکل گریم               | جکی ایوینکو       | فایتینگ گراویتی    |
| ۶     | ۳۱ مه ۲۰۱۱      | سپتامبر ۱۴، ۲۰۱۱ | لاندو یوجین مورفی جونیور | سیلوئتس           | گروه ایلومینیت     |
| ۷     | ۱۴ مه ۲۰۱۲      | سپتامبر ۱۳، ۲۰۱۲ | اولیت داگ                | تام کاتر          | ویلیام کلوز        |
| ۸     | ۴ ژوئن ۲۰۱۳     | سپتامبر ۱۸، ۲۰۱۳ | کنیچی ابینا              | تیلور ویلیامسون   | جیمی رز            |
| ۹     | ۲۷ مه ۲۰۱۴      | سپتامبر ۱۷، ۲۰۱۴ | مت فرانکو                | امیلی وست         | اکرو آرمی          |
| ۱۰    | ۲۶ مه ۲۰۱۵      | سپتامبر ۱۶، ۲۰۱۵ | پل زردین                 | درو لینچ          | از پیرلمن          |
| ۱۱    | ۳۱ مه ۲۰۱۶      | سپتامبر ۱۴، ۲۰۱۶ | گریس فاندروال            | کلروویانتس        | جان دورنباس        |
| ۱۲    | ۳۰ مه ۲۰۱۷      | سپتامبر ۲۰، ۲۰۱۷ | دارسی لین فارمر          | آنجلیکا هیل       | لایت بالانس        |
| ۱۳    | ۲۹ مه ۲۰۱۸      | سپتامبر ۱۸، ۲۰۱۸ | شین لیم                  | زوکارو            | برایان کینگ جوزف   |
| ۱۴    | ۲۸ مه ۲۰۱۹      | ۱۹ سپتامبر ۲۰۱۹  | کدی لی                   | کر جوانان دیترویت | رایان نیمیلر       |
| ۱۵    | ۲۶ مه ۲۰۲۰      | ۲۳ سپتامبر ۲۰۲۰  | برندون لیک               | بروکن روتز        | کریستینا ری        |
| ۱۶    | ۱ ژوئن ۲۰۲۱     | ۱۵ سپتامبر ۲۰۲۱  | داستین تاولا             | آیدن بریانت       | جاش بلو            |
| ۱۷    | ۳۱ می ۲۰۲۲      | ۱۴ سپتامبر ۲۰۲۲  | مایاس                    | کریستی سلارز      | دریک میلیگن        |
| ۱۸    | ۳۰ می ۲۰۲۳      | ۲۷ سپتامبر ۲۰۲۳  | نامعلوم                  | نامعلوم           | نامعلوم            |

### فصل اول (۲۰۰۶)

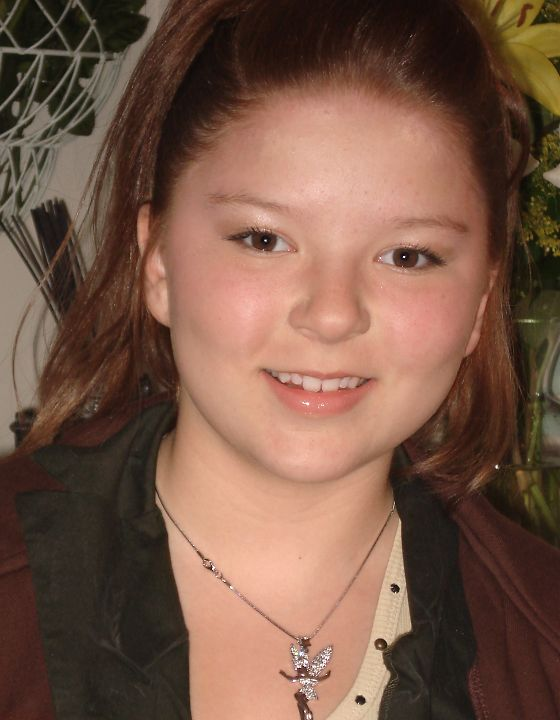
بیانکا رایان، برنده فصل اول

فصل اول برنامه آمریکاز گات تلنت در سال ۲۰۰۶ از شبکه NBC بر روی پخش رفت. آزمون اولیه در ماه ژوئن در شهرهای لس آنجلس، نیویورک و شیکاگو انجام شد و بیش از ۱۲ میلیون بیننده داشت که بیشتر از برنامه استعداد یابی مشابه آمریکن آیدل بود
در این فصل ریجیس فیلبین به عنوان مجری حضور داشت و دیوید هاسلهف، برندی نوروود و پیرز مورگان داوران مسابقه بودند و در انتها دختر یازده ساله بیانکا ریان که خواننده بود برنده مسابقه شد

### فصل دوم (۲۰۰۷)

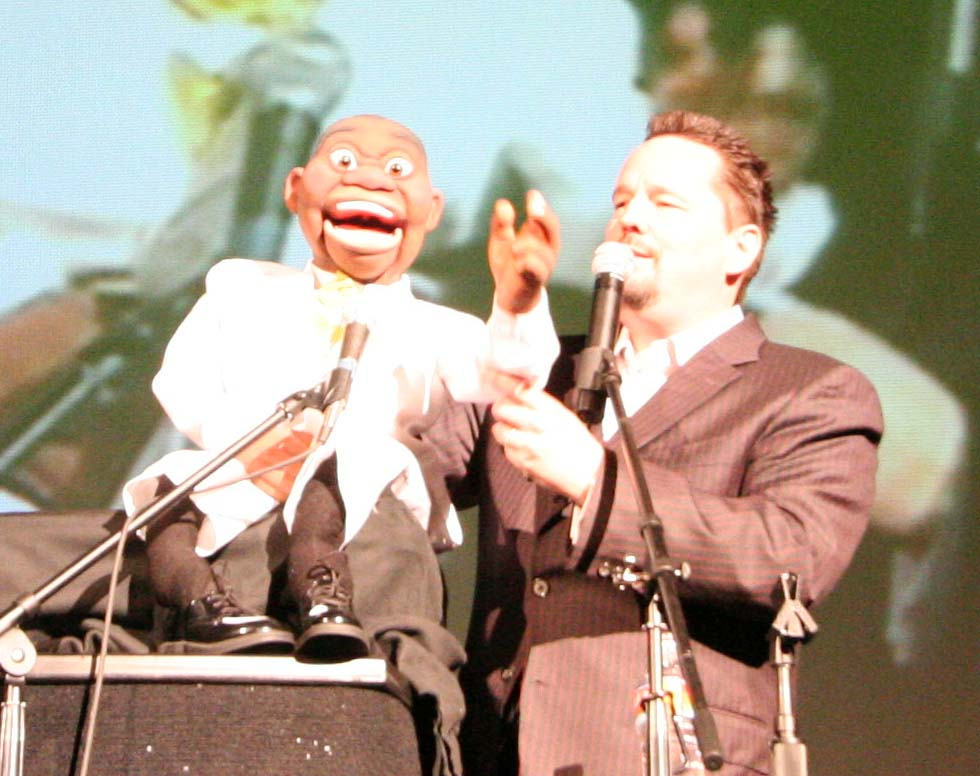
تری فتور، برنده فصل دوم آمریکاز گات تلنت

فصل دوم مجموعه با رقابت تنگاتنگ با آمریکن آیدل از لحاظ میزان محبوبیت بین مردم کشور آمریکا آغاز شد. در این فصل جری اسپرینگر مجری جدید برنامه بود و شارن آزبورن به عنوان داور جدید معرفی شد. در این فصل گروه رقصنده جباواکیز حضور داشت که بعدها در سال ۲۰۰۸ عنوان «بهترین گروه رقص آمریکا» ام‌تی‌وی را شامل ۱۰۰۰۰۰ دلار و قرارداد تور نمایشی بدست آورد. برنده این فصل تری فتور خواننده و عروسک گردان بود. کس هیلی خواننده سبک رگی و راک مقام دوم را بدست آورد و باتراسکوچ خواننده و بیت باکسر مقام سوم را بدست آورد.

### فصل سوم (۲۰۰۸)
فصل سوم برنامه آمریکاز گات تلنت به دلیل تداخل با بازی‌های المپیک تابستانی ۲۰۰۸ به پخش در پاییز موکول شد. در ۱۷ ژوئن ۲۰۰۸ در شهرهای نشویل، اورلاندو، نیویورک، دالاس، لس آنجلس، آتلانتا و شیکاگو برگزار شد و تا اول اکتبر ادامه یافت. داوران این فصل همانند فصل گذشته شامل شارون آزبورن، پیرز مورگان و دیوید هسلهاف بودند و جری اسپرینگر نیز به عنوان مجری برنامه حضور داشت. از شگفتی‌های این فصل حضور کیتلین ماهر خواننده پنج ساله آمریکایی و اجرای وی بود. در این فصل نیل ای. بوید خواننده اوپرا برنده مسابقه شد و الی متسون خواننده و پیانیست مقام دوم را بدست آورد.

### فصل چهارم (۲۰۰۹)

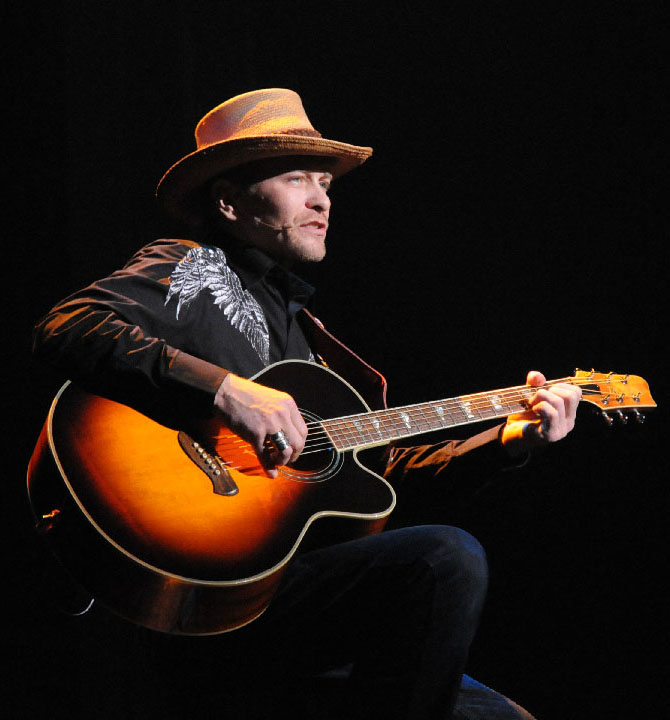
کوین اسکینر، برنده فصل چهارم

فصل چهارم در روز سه شنبه، ۲۳ ژوئن ۲۰۰۹ برای نخستین بار پخش شد. این اولین پخش تلویزیونی با کیفیت بالا بود. آزمون‌های اولیه این فصل در بیش از نه شهر عمده از جمله نیویورک، لس آنجلس، شیکاگو، واشینگتن، دی سی، آتلانتا، میامی، تاکوما، بوستون و هوستون برگزار شد. آزمون‌های لس آنجلس در ۲۹–۳۱ ژانویه در مرکز کنوانسیون لس آنجلس برگزار شد و پس از آن، مصاحبه‌های آتلانتا ۷–۸ فوریه برگزار شد. نیویورک و میامی در ماه مارس برگزار شد. آزمایشی تاکوما در ۲۵ و ۲۶ آوریل برگزار شد. میزبان این سال نیک کنن بود.
.
در ۱۶ سپتامبر، خواننده موسیقی کانتری کوین اسکینر برنده فصل اعلام شد. جایزه بزرگ ۱ میلیون دلار و یک نمایش ۱۰ هفته ای در نمایشگاه هتل و کازینوی پلانت هالیوود در نوار لاس وگاس جوایز مربوط به نفر اول در این فصل بود. نفر دوم باربارا پادیا، خواننده اپرا بود.

### فصل پنجم (۲۰۱۰)

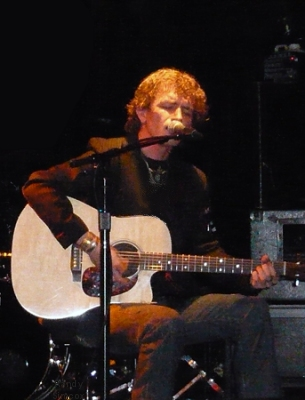
مایکل گریم، برنده فصل پنجم

برای فصل پنجم با توجه به افت بیننده این مجموعه تصمیم گرفته شد تا در پاییز به نمایش در بیاید. در این فصل NBC تصمیم گرفت برنامه را مجدداً به تابستان منتقل کند.
مرحله انتخابی برای برنامه در زمستان تا اوایل بهار سال ۲۰۱۰ در شیکاگو، دالاس لس آنجلس نیویورک اورلاندو و پورتلند، اورگان برگزار شد. برای اولین بار، آزمون آزمایشی آنلاین نیز از طریق یوتیوب برگزار شد.
برنده این فصل مایکل گریم خواننده سبک بلوز بود و نفر دوم در این فصل جکی ایوینکو خواننده سبک کلاسیک شد.

### فصل ششم (۲۰۱۱)

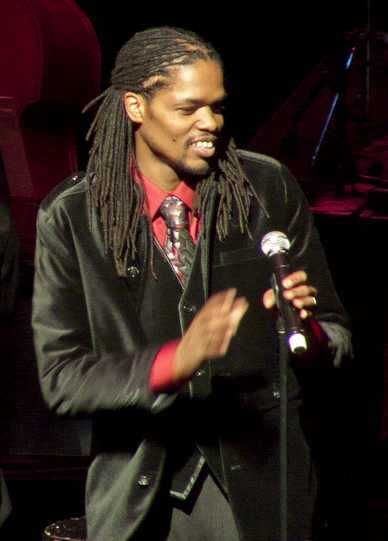
لاندو یوجین مورفی جونیور، برنده فصل ششم

فصل ششم در روز سه شنبه، مه ۳۱، ۲۰۱۱ با دو ساعته ویژه اجرا شد. پیرز مورگان، شارون آزبورن و هاوی مندل داوران این فصل بودند
آزمون آزمایشی این فصل در شهرهای لس آنجلس، نیویورک، مینیاپولیس، آتلانتا، سیاتل و هوستون برگزار شد. مرحله انتخابی همانند فصل در با ارسال ویدیو توسط کاربران از طریق سایت NBC یا لینک یوتیوب انجام شد در پایان لاندو یوجین مورفی جونیور خواننده سبک جاز برنده این فصل شد و گروه رقص سیلهوتس مقام دوم را بدست آوردند.

### فصل هفتم (۲۰۱۲)

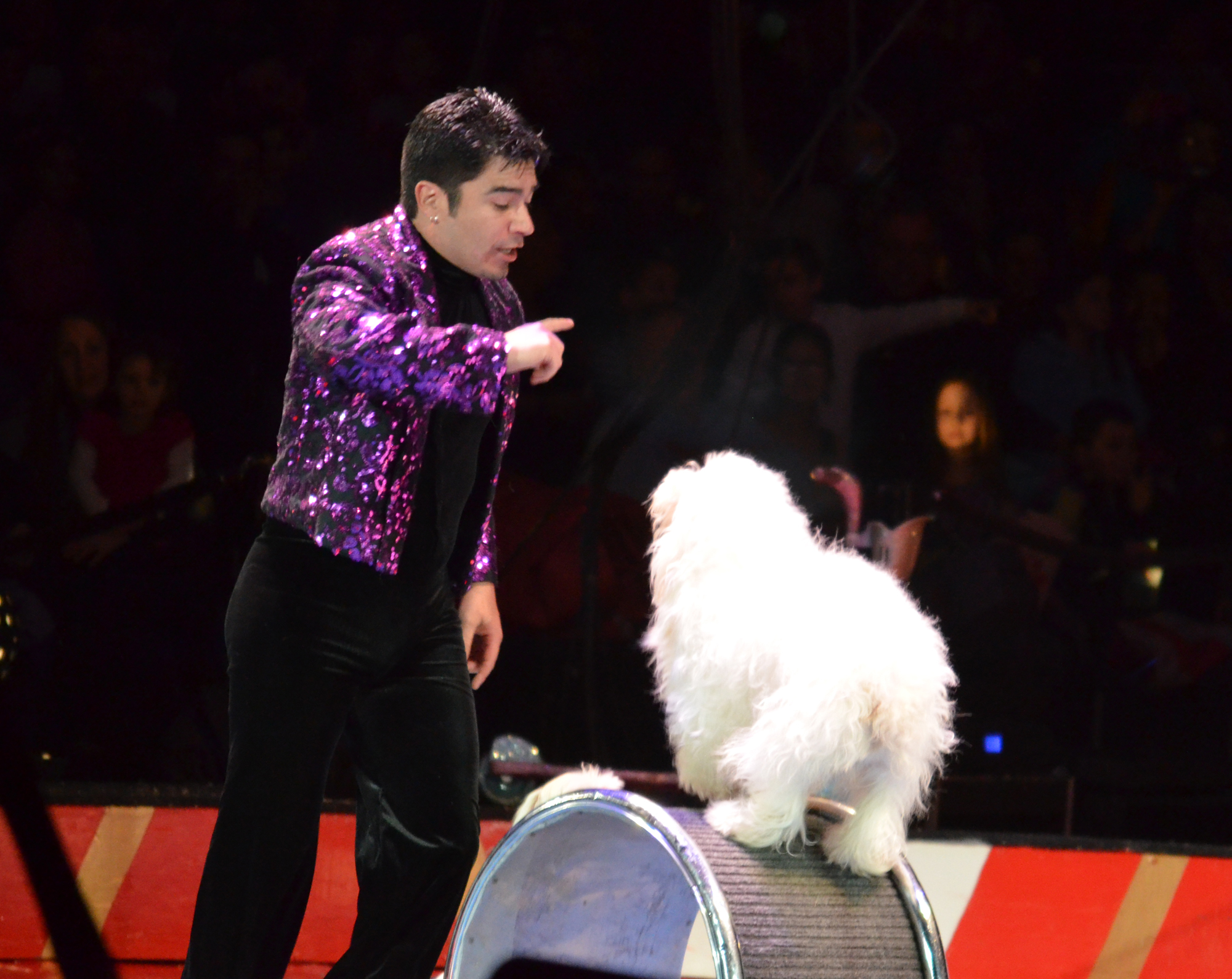
اولیت داگز، برنده فصل هفتم

فصل هفتم در ۱۴ مه ۲۰۱۲ به نمایش گذاشته شد. اولین دوره پخش، که توسط تولیدکنندگان مورد قضاوت قرار گرفت، در نیویورک، واشینگتن، دی.سی.، تمپا، فلوریدا، شارلوت آستین، تگزاس آناهیم، سنت لوئیس، میزوری و سانفرانسیسکو از اکتبر ۲۰۱۱ تا فوریه ۲۰۱۲ بود. نمایش برنامه‌های زنده نیز در تئاتر مرکز هنرهای نمایشی نیوجرسی در نیوآرک، نیوجرسی در ۲۷ فوریه انجام شد.
در این فصل هاوارد استرن به جای پیرز مورگان به داوری پرداخت. در دسامبر ۲۰۱۱ به گفته سایمون کاول تهیه‌کننده این مجموعه کار با تم جدید، موسیقی جدید، نور جدید و جلوه‌های ویژه جهت جذب بیشتر مخاطب صورت می‌پذیرد.
در پایان این فصل اولیت داگ که اجراکننده نمایش با سگ‌ها بود برنده فصل شد و تام کوتر کمدین مقام دوم را بدست آورد.

### فصل هشتم (۲۰۱۳)
فصل هشتم آمریکاز گات تلنت در ۴ ژوئن ۲۰۱۳ آغاز شد. در این فصل شارون آزبورن به عنوان داور حضور نداشت. اما دو داور جدید به مجموعه اضافه شدند. مل بی خواننده گروه اسپایس گرلز و سوپر مدل هایدی کلوم دیگر داوران این فصل در کنار هاوی مندل و هاوارد استرن بودند.
در ای فصل رقاص کنیچی ابینا برنده فصل شد و تایلر ویلیامسون کمدین مقام دوم را بدست آورد.

### فصل نهم (۲۰۱۴)

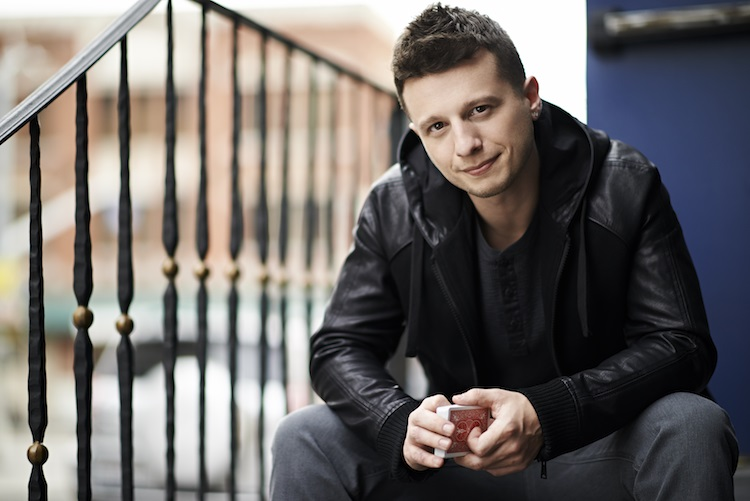
مت فرانکو، برنده فصل نهم

فصل نهم در روز سه شنبه، ۲۷ مه ۲۰۱۴، نخستین بار اجرا شد. آزمون مرحله ابتدایی در تاریخ ۲۶ اکتبر ۲۰۱۳ در میامی آغاز شد. سایر مکان‌های آزمون آزمایشی عبارتند از: آتلانتا، بالتیمور، دنور هوستون ایندیاناپولیس لس آنجلس و نیویورک شرکت کنندگان همچنین می‌توانستند ویدیوهای خود را از طریق اینترنت ارائه دهند.
در این فصل از آمریکاز گات تلنت در کنار وجود دکمه قرمز یک دکمه طلایی جهت انتخاب افراد وجود داشت. در صورتی که هر داور یک بار می‌توانست از دکمه طلایی استفاده کند و در صورت استفاده آن فرد مستقیم به مرحله اجرای زنده صعود می‌کرد.
در ۱۷ سپتامبر برنده این مسابقه مشخص شد و برای اولین بار یک شعبده باز به اسم مت فرانکو برنده این فصل شد. امیلی وست خواننده سبک کانتری نیز مقام دوم را بدست آورد.

### فصل دهم (۲۰۱۵)
فصل دهم در تاریخ ۲۶ می ۲۰۱۵ به نمایش گذاشته شد. اولین آزمون آزمایشی در تاریخ ۲ نوامبر ۲۰۱۴ در تامپا آغاز شد.
هاوارد استرن به عنوان داور به دلیل برنامه‌های رادیویی اش اعلام کرد در این فصل حضور نخواهد داشت اما چندی بعد بازگشت وی را به این مجموعه توسط نیک کنن اعلام شد. هایدی کلوم و مل بی در کنار هاوی مندل دیگر داوران این فصل بودند.
در این فصل برای اولین بار از داوران مهمان در قسمت Judge Cut استفاده شد که چهار داور هر کدام داور مهمان در یک قسمت بودند. نیل پاتریک هریس، مایکل بوبله، پیرز مورگان و مارلون وینز داوران مهمان این فصل بودند.
اسپانسر این فصل شرکت دانکن دوناتس شرکت تولید شیرینی و کافی‌شاپ آمریکایی بود که با توجه به اسپانسر شدن این شرکت در بخش یک چهارم نهایی و نیمه نهایی سه نفر که در در آرا رای‌های میانه را داشتند به نظرسنجی میان مردم گذاشته می‌شدند و کسی که مردم انتخاب می‌کردند اصطلاح Dunkin Save را به آن اختصاص دادند که به مرحله بعد صعود می‌کرد.
در ۲۴ ژوئن ۲۰۱۵ هاوارد استرن در برنامه رادیویی هاوارد استرن شو اعلام کرد که آخرین فصل حضورش در این برنامه می‌باشد در پایان فصل عروسک گردان پل زردین برنده فصل شد و درو لینچ که استند آپ کمدین بود مقام دوم را بدست آورد. شعبه باز و ذهن خوان از پیرلمن نیز مقام سوم را بدست آورد.

### فصل یازدهم (۲۰۱۶)

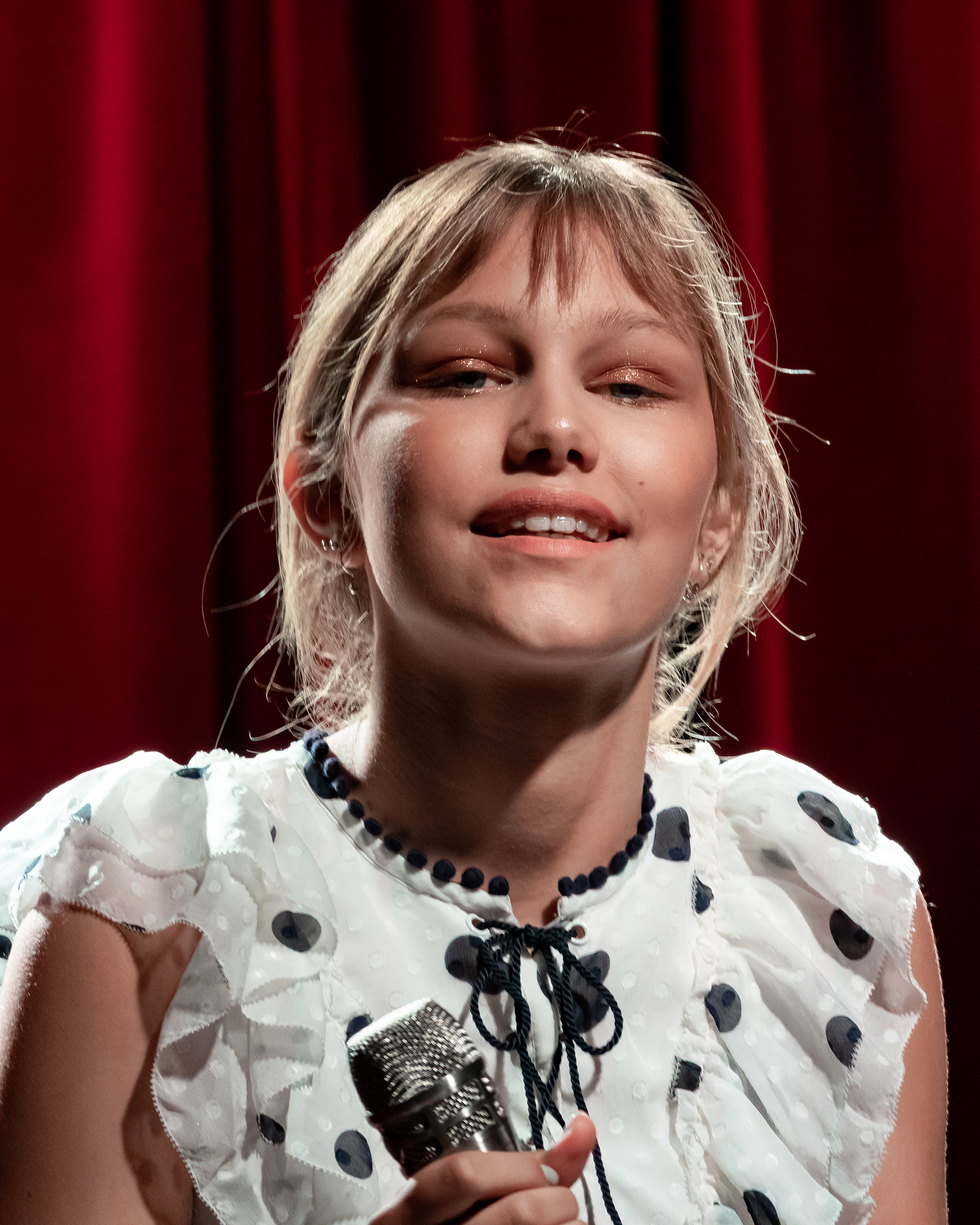
گریس فاندروال، برنده فصل یازدهم

در ۱ سپتامبر ۲۰۱۶ اولین قسمت از فصل یازدهم مجموعه آمریکاز گات تلنت پخش شد. این فصل در شهرهای دیترویت نیویورک فینیکس، سالت‌لیک‌سیتی لاس وگاس، سن خوزه، سان دیگو، کانزاس سیتی لس آنجلس آتلانتا اورلاندو و دالاس اجرا شد.
در ۲۲ اکتبر ۲۰۱۵,سایمون کاول تهیه‌کننده برنامه جایگزین هاوارد استرن شد. مل بی، هایدی کلوم و هاوی مندل دیگر داوران این فصل بودند و نیک کنن همانند فصل‌های قبل مجری این فصل بود.
در این فصل به جز داوران مجری هم حق استفاده از دکمه طلایی را داشت. پنج نفری که با دکمه طلایی به مرحله اجرای زنده راه پیدا کردند عبارتند از: سال ولنتینتی خواننده سبک جاز ،گریس فاندروال دختر ۱۲ ساله و خواننده موسیقی کانتری، لورا برتن دختر ۱۴ ساله و خواننده اپرا و کالیستا بیور خواننده ۱۶ ساله. .
پس از اتمام مرحله مقدماتی در مرحله Judge Cut مانند فصل گذشته از چهار داور مهمان جهت کمک به داوران اصلی استفاده شد و داوران مهمان این فصل شامل ریبا مک‌اینتایر، نی-یو، لوئیس تاملینسون و جرج لوپز بودند.
در پایان گریس فاندروال خواننده سبک کانتری و دکمه طلایی هاوی مندل برنده فصل شد. تیم کلیرویانت که ذهن خوان بودند مقام دوم را بدست آوردند و جان دورنباس شعبده باز مقام سوم را بدست آورد.

### فصل دوازدهم (۲۰۱۷)
فصل دوازدهم مجموعه بدون تغییر در هیئت داوران آغاز شد. هاوی مندل، هایدی کلوم، مل بی و سایمون کاول داوران این فصل بودند اما مهم‌ترین تغییر حضور تایرا بنکس به عنوان مجری به جای نیک کنن بود.
مرحله مقدماتی در شهرهای شیکاگو، آستین تگزاس، کلیولند اوهایو، جکسونویل فلوریدا، فیلادلفیا، لاس وگاس، سان دیگو، نیویورک، چارلستون، ممفیس تنسی و لس آنجلس برگزار شد.
کریس هاردویک، دی‌جی خالد، لاورن کاکس و سیل نیز به عنوان خوانندگان مهمان در فصل دوازدهم در بخش Judge Cut بودند که به داوران اصلی جهت انتخاب استعدادها برای صعود به مرحله اجرای زنده کمک می‌کردند.
در این فصل نیز از دکمه طلایی استفاده شد که دارسی لین فارمر عروسک گردان و خواننده ۱۲ ساله، لایت بالانس تیم رقصنده همراه با نورپردازی، مندی هاروی دختر ۲۹ ساله ناشنوای خواننده، آنجلینا گرین خواننده ۱۳ ساله و کریستین گواردینو خواننده ۱۶ ساله از افرادی بودند که توسط داوران و مجری انتخاب شده و به مرحله اجرای زنده رسیدند. در پایان این فصل دارسی لین فارمر برنده مسابقه شد و آنجلیکا هیل خواننده ۹ ساله مقام دوم را بدست آورد. لایت بالانس نیز به عنوان تیم سوم انتخاب شد.

### فصل سیزدهم (۲۰۱۸)

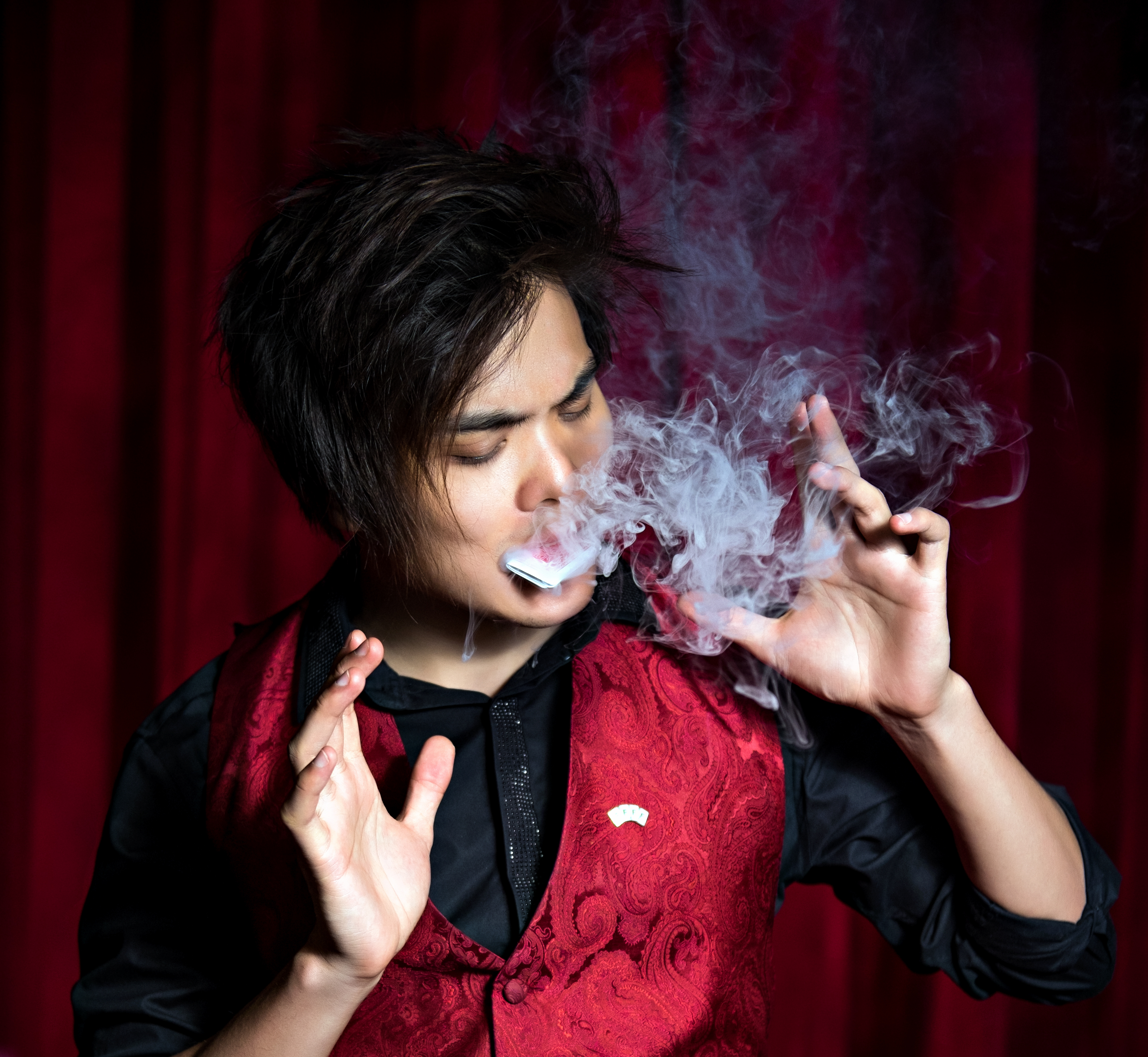
شین لیم، برنده فصل سیزدهم

فصل سیزدهم بدون تغییر در هیئت داوران و مجری برنامه آغاز شد. هاوی مندل، مل بی، هایدی کلوم، سایمون کاول با مجری‌گری تایرا بنکس حضور داشتند.
بخش مقدماتی و اجرای اولیه در شهرهای اورلاندو، سینسیناتی، ساوانا، میلواکی، هیوستون، لاس وگاس، نیویورک، نشویل، و لس آنجلس در آغاز شد
داوران مهمان در بخش Judge Cut شامل مارتینا مک‌براید، کن جیونگ، کن جیونگ وکریس هاردویک بودند که در امر داوری برای انتخاب افراد در بخش اجرای زنده به داوران اصلی کمک می‌کردند.
در این فصل نیز از دکمه طلایی استفاده شد که مایکل کترر خواننده سبک پاپ، زوکارو تیم رقصنده همراه با حرکات آکروباتیک، آماندا منا دختر ۱۵ ساله خواننده، کورتنی هادوین خواننده ۱۳ ساله سبک راک و ماکایلا فیلیپس خواننده ۱۵ ساله از افرادی بودند که توسط داوران و مجری انتخاب شده و به مرحله اجرای زنده رسیدند. در این فصل شین لیم شعبده باز برنده و در مقام دوم گروه آکروبات باز زوکارو و در مقام سوم ویولونیست برایان کینگ جوزف قرار گرفتند. این برای دومین بار در تاریخ برنامه بود که یک شعبده باز برنده مسابقه می‌شود.

### فصل چهاردهم (۲۰۱۹)
در سال ۲۰۱۹ اعلام شد قرارداد تایرا بنکس با این برنامه تمدید نخواهد شد و به جای وی از مجری برنامه اسپین آف آمریکاز گات تلنت: قهرمانان یعنی تری کروس استفاده می‌شود. همچنین هایدی کلوم به دلیل حضور به عنوان مجری برنامه German Next Top Model (مدل برتر بعدی آلمان) قادر به ادامه همکاری با در این برنامه نبود و مل بی نیز در فصل جدید تمدید قرار داد را انجام نداد. چندی بعد اعلام شد جولیان هاف رقاص و خواننده آمریکایی و گابریله یونیون مدل و بازیگر آمریکایی داوران جدید این برنامه در فصل چهاردهم خواهند بود. همچنین اعلام شد داوران مهمان در بخش Judge Cuts نیز در این فصل جی لنو، برد پیزلی، الی کمپر و دوین وید می‌باشند. در این فصل نیز همانند فصل‌های پیشین از زنگ طلایی استفاده شد که در این فصل کدی لی پیانیست مبتلا به اوتیسم، جوزف آلن رپر ۲۱ ساله، تایلر باتلر-فیگوئرو ویولنیست ۱۱ ساله، لوک اسلام خوانندهٔ ۱۲ ساله و گروه کُرخوانی دیترویت جوان به عنوان زنگ‌های طلایی به‌طور مستقیم به مرحله اجرای زنده راه پیدا کردند.
در پایان این فصل کدی لی دارنده زنگ طلایی، خواننده و پیانیست به مقام اول رسید. گروه جوانان کر دیترویت مقام دوم را بدست آوردند و کمدین رایان نیمیلر مقام سوم را بدست آورد. در این فصل شان هایس و کویین لطیفه داوران مهمان در بخش نیمه نهایی بودند.

### فصل پانزدهم (۲۰۲۰)
ساخت فصل پانزدهم با جستجو برای جایگزینی یونیون و هاف آغاز شد. آن دو از نوامبر ۲۰۱۹ از برنامه کنار گذاشته شده بودند. سرانجام هایدی کلوم به عنوان یکی از داوران بازگشت و سوفیا ورگارا هم جایگزین داور دیگر شد. به علت همه‌گیری ویروس کرونا ۲۰۱۹، نگرانی‌هایی از ساخت برنامه به وجود آمد و متخصصان بهداشتی پیشنهادهایی همچون ضبط برنامه بدون تماشاچیان را دادند. امّا پس از بیمار شدن هایدی کلوم تصمیم بر آن شد که ادامهٔ ضبط متوقف شود تا زمانی که امکان ادامهٔ ضبط فراهم شود. نخستین قسمت از فصل پانزدهم که پیش از آغاز همه‌گیری ویروس کرونا ضبط شده بود، ۲۶ مهٔ ۲۰۲۰ پخش شد.

### فصل هفدهم (۲۰۲۲)
فصل هفدهم برای اولین بار در ۳۱ مه ۲۰۲۲ پخش شد. این فصل با همان هیئت داوران و مجری دو فصل قبل آغاز شد.

## جوایز
| سال  | مراسم                         | موضوع                                                        | نتیجه    | Ref.   |
| ---- | ----------------------------- | ------------------------------------------------------------ | -------- | ------ |
| ۲۰۱۱ | جایزه برگزیده مردم            | محبوب‌ترین رقابت تلویزیونی                                    | نامزدشده | [ ۵۲ ] |
| ۲۰۱۱ | جوایز برگزیده کودکان نیکلودین | محبوب‌ترین برنامه واقع گرایانه تلویزیونی                      | نامزدشده | [ ۵۳ ] |
| ۲۰۱۱ | جایزه امی ساعات پربیننده      | بهترین طراحی خلاقانه                                         | نامزدشده | [ ۵۴ ] |
| ۲۰۱۲ | جوایز برگزیده کودکان نیکلودین | محبوب‌ترین برنامه واقع گرایانه تلویزیونی                      | نامزدشده | [ ۵۵ ] |
| ۲۰۱۲ | جوایز برگزیده نوجوانان        | بهترین برنامه تابستانی                                       | نامزدشده | [ ۵۶ ] |
| ۲۰۱۲ | جوایز برگزیده نوجوانان        | نیک کانن برای بهترین مجری برنامه‌های تلویزیونی                | نامزدشده | [ ۵۷ ] |
| ۲۰۱۳ | جوایز برگزیده کودکان نیکلودین | محبوب‌ترین برنامه واقع گرایانه تلویزیونی                      | نامزدشده | [ ۵۸ ] |
| ۲۰۱۴ | جایزه برگزیده مردم            | بهترین برنامه رقابتی تلویزیونی                               | نامزدشده | [ ۵۹ ] |
| ۲۰۱۴ | جوایز برگزیده کودکان نیکلودین | محبوب‌ترین برنامه واقع گرایانه تلویزیونی                      | نامزدشده | [ ۶۰ ] |
| ۲۰۱۵ | جایزه برگزیده مردم            | بهترین برنامه رقابتی تلویزیونی                               | نامزدشده | [ ۶۱ ] |
| ۲۰۱۵ | جوایز برگزیده کودکان نیکلودین | بهترین برنامه رقابتی تلویزیونی                               | نامزدشده | [ ۶۲ ] |
| ۲۰۱۶ | جایزه برگزیده مردم            | بهترین برنامه رقابتی تلویزیونی                               | برنده    | [ ۶۳ ] |
| ۲۰۱۶ | جوایز برگزیده کودکان نیکلودین | بهترین برنامه رقابتی تلویزیونی                               | نامزدشده | [ ۶۴ ] |
| ۲۰۱۷ | جایزه برگزیده منتقدان         | محبوب‌ترین برنامه واقع گرایانه تلویزیونی                      | نامزدشده |        |
| ۲۰۱۷ | جایزه برگزیده مردم            | بهترین برنامه رقابتی تلویزیونی                               | نامزدشده | [ ۶۳ ] |
| ۲۰۱۷ | جوایز برگزیده کودکان نیکلودین | محبوب‌ترین برنامه واقع گرایانه تلویزیونی                      | برنده    |        |
| ۲۰۱۸ | جایزه برگزیده منتقدان         | محبوب‌ترین برنامه واقع گرایانه تلویزیونی                      | نامزدشده |        |
| ۲۰۱۹ | جوایز برگزیده کودکان نیکلودین | محبوب‌ترین برنامه واقع گرایانه تلویزیونی                      | برنده    |        |
| ۲۰۱۹ | جوایز برگزیده کودکان نیکلودین | سایمون کاول و هایدی کلوم برای داور محبوب برنامه‌های تلویزیونی | برنده    |        |
| ۲۰۱۹ | جوایز برگزیده کودکان نیکلودین | تایرا بنکس بهترین مجری برنامه‌های تلویزیونی                   | نامزدشده |        |
| ۲۰۲۰ | جوایز برگزیده کودکان نیکلودین | محبوب‌ترین برنامه واقع گرایانه تلویزیونی                      | برنده    | [ ۶۵ ] |
| ۲۰۲۰ | جوایز برگزیده کودکان نیکلودین | تری کروس بهترین مجری برنامه‌های تلویزیونی                     | نامزدشده | [ ۶۵ ] |
| ۲۰۲۱ | جوایز برگزیده کودکان نیکلودین | محبوب‌ترین برنامه واقع گرایانه تلویزیونی                      | برنده    | [ ۶۶ ] |
| ۲۰۲۲ | جوایز برگزیده کودکان نیکلودین | محبوب‌ترین برنامه واقع گرایانه تلویزیونی                      | برنده    | [ ۶۷ ] |